# 革什扎镇
革什扎镇，是中华人民共和国四川省甘孜藏族自治州丹巴县下辖的一个乡镇级行政单位。

## 行政区划
革什扎乡下辖以下地区：
西刷村、巴郎村、布科村、柯尔金村、卓斯尼村、吉牛村、洛尔村、俄洛村、安古村、累累村、瓦坝村、吉汝村、大桑村、瓦足村、瓦角村、前进村、妥皮村和三道桥村。